# عبد الله الرشيد
عبد الله دخيل الرشيد (1938 - 2009) - وزير الأشغال العامة الكويتي السابق مُنذ 1981 حتى 1986.

## سيرته
ولد في العاصمة الكويتية مدينة الكويت عام 1938، وتلقى تعليمه في (المدرسة القبلية) ثم المدرسة المباركية وتخرج من ثانوية الشويخ، وبعد التحاقة بالجامعة حصل على بكالوريوس الهندسة الميكانيكية من جامعة سان هوزيه في كاليفورنيا بالولايات المتحدة الامريكية عام 1963، وفي العمل الوزاري عين في أول منصب وكيل وزارة مساعد لشؤون المشاريع بوزارة الكهرباء والماء عام 1966، ورئيس اللجنة الاولمبية الكويتية عام 1970، وبعدها عين كأول مدير عام للهيئة العامة للإسكان عام 1974، ثم أختير وزيرا للاشغال العامة عام 1981، ونائبا بمجلس الامة، كما عين أول رئيس مجلس إدارة للهيئة العامة لشؤون الزراعة والثروة السمكية عام 1981.

## محطات من حياته
- مهندس في مصنع الملح والكلورين في وزارة الكهرباء والماء 1964 - 1966.
- عضو في المجلس الأعلى للبترول 1985 – 1990.
- عضو في مجلس الخدمة المدنية 1988 - 1996.
- عضو في المجلس الأعلى للتخطيط 1985 – 1988 ثم 1992 - 1996.
- عضو مؤسس في اتحاد الصناعات الكويتية 1989
- عضو في مجلس الإدارة التأسيسي لجمعية الخالدية التعاونية (وعضو في عدة مجالس إدارات متوالية).
- عضو في جمعية المهندسيّن الكويتية.
- عضو ومؤسس في شركة الصناعات الوطنية (1972 – 1976)
- نائب رئيس مجلس إدارة شركة مخازن وصناعة التبريد.
- عضو مؤسس في نادي النهضة الرياضي عام 1955.
- من أعضاء اللجنة التأسيسية لنادي كاظمة الرياضي عام 1964.
- عضو في أول مجلس إدارة لنادي كاظمة الرياضي عام 1965 (مع تولّيه أمانة السر لتسعة مجالس متعاقبة – ثم نائب الرئيس حتى قبيل توليّه حقيبة الأشغال)
- عضو وأمين سر الاتحاد الكويتي لكرة السلة 1968 - 1970
- رئيس اللجنة المؤقتة لنادي كاظمة الرياضي خلال الفترة لمدة 3 شهور بمنتصف عام 1995، وذلك بموجب قرار صادر من الهيئة العامة للشباب والرياضة.
- مارس نشاطات خاصة في مجال الصناعة، مع التشجيع المطلق على دعم المنتج المحلّي.
- رئيس اللجنة الخاصة بتقصي إنقطاع التيار الكهربائي في دولة الكويت.
- الإشراف والمعاينة المباشرة على تشييد ومراحل بناء ( جسر بوبيان ) والذي وقِّع عقده بشهر مايو 1981 وانتهى العمل فيه ببدايات عام 1983.